# Piel de serpiente (película)
Piel de serpiente (en inglés, The Fugitive Kind) es una película dramática estadounidense estrenada en 1959 y dirigida por  Sidney Lumet.

## Argumento
Val Xavier, guitarrista y vagabundo, llega de Nueva Orleans (donde ha tenido problemas con la justicia) a una pequeña ciudad del Mississipi, con la fuerte voluntad de llegar a ser honrado y trabajador. Es contratado por "Lady" Torrance, patrona de un bazar, agriada por su matrimonio desgraciado con Jabe Torrance, actualmente enfermo y aislado. Pronto, cae bajo el encanto del músico que no dejaba tampoco indiferente a Vee Talbot, la esposa del sheriff, y una joven alcohólica y ninfómana, Carol Cutrere...

## Reparto
- Marlon Brando: Val Xavier
- Anna Magnani: "Lady" Torrance
- Victor Jory: Jabe Torrance
- Maureen Stapleton: Vee Talbot
- R.G. Armstrong: el xerif Jordan Talbot
- Joanne Woodward: Carol Cutrere

## Recepción
En su crítica para The New York Times, Bosley Crowther describe el film como un 
relato penetrante de la soledad y la decepción en un mundo grosero y tiránico... La comprensión claramente perceptiva de [Sidney Lumet] de las habilidades profundas de las dos estrellas, su audacia con las caras en primer plano y su audacia descarada al ritmo de su película a un ritmo mórbido que permite que el tiempo se arrastre y las pasiones se formen lentamente son responsables de gran parte de la insistencia y la calidad mesmérica que emergen... Sr. Brando y señorita Magnani... ser intérpretes finos e inteligentes... tocar acordes emocionales profundos... La señorita Woodward es quizás un poco demasiado florida para una credibilidad total... Pero el ama de casa de la señorita Stapleton es conmovedora y Victor Jory es simplemente excelente como el inhumano, sadista marido... Una excelente partitura musical de Kenyon Hopkins, mezclada con sonidos cristalinos y tensiones de guitarra, realza el estado de ánimo de tristeza en esta sensible película..
En el Chicago Reader, Jonathan Rosenbaum escribió, "Desafortunadamente, el director Sidney Lumet, que a menudo está fuera de su elemento cuando sale de Nueva York, parece positivamente desconcertado por el martes del sur y tampoco sabe muy bien qué hacer con la superposición de mito griego".
EL Time Out London Film Guide dice de la película "a pesar de sus credenciales estelares, casi todo está mal con esta adaptación de la obra de Tennessee Williams Orpheus Descending... La dirección de Lumet es pesada o pretenciosa, y no logró resolver el problema del diálogo escénico florido y un papel peligrosamente débil para Brando., y Channel 4 describe la película como "una experiencia poco satisfactoria... decepcionante."

## Premios y distinciones
Festival Internacional de Cine de San Sebastián
| Año  | Categoría                        | Película        | Resultado |
| ---- | -------------------------------- | --------------- | --------- |
| 1960 | Concha de Plata                  | Sidney Lumet    | Ganador   |
| 1960 | Premio Zulueta a la mejor actriz | Joanne Woodward | Ganador   |